# Sofia Egkastrōmenou
Sofia Enkastrōmenou coniugata Schliemann (in greco Σοφία Εγκαστρωμένου?; Atene, 12 gennaio 1852 – Atene, 27 ottobre 1932) è stata un'archeologa greca.
Fu la seconda moglie di Heinrich Schliemann, lo scopritore dell'antica città di Troia

## Biografia
Sophia Engastromenou era figlia di un ricco mercante e nipote del vescovo di Mantinea Theokletos Vimpos. A quest'ultimo, nel 1869, si rivolse il ricco commerciante e archeologo dilettante tedesco Heinrich Schliemann, appena divorziato dalla prima moglie, la russa Ekaterina Liščin, perché gli trovasse per moglie una giovane ragazza greca che incarnasse nell'aspetto lo spirito dell'antichità omerica. Dalle foto di tre donne, Schliemann scelse la diciassettenne Sophia.
Sposatisi ad Atene il 24 settembre del 1869, ebbero due figli, Andromaca (1871−1962) e Agamennone (1878−1954). Sophia accompagnò e aiutò il marito nei suoi scavi a Troia e in Grecia. Dopo la morte del marito, avvenuta nel 1890, Sophia risiedette ad Atene, tenendo conferenze sull'attività archeologica di Schliemann. Morì nel 1932 e fu sepolta nel mausoleo che ad Atene accoglie le spoglie del marito e della figlia Andromaca.